# Delain
Delain és un grup musical neerlandès creat per l'ex-pianista de Within Temptation Martijn Westerholt i Charlotte Wessels després que ell abandonés Within Temptation a causa d'una malaltia. La seva música s'inscriu en el symphonic metal.

## Membres
- Charlotte Wessels  - Vocalista
- Timo Somers  - Guitarrista
- Otto Schimmelpenninck van der Oije  - Baixista
- Martijn Westerholt  - Teclats
- Sander Zoer  - Bateria

## Discografia

### CDs
- Ludicity - 2007
- April Rain - 2009
- We are the Others - 2012
- Interlude (Compilació) - 2013
- The Human Contradiction - 2014
- Lunar Prelude - 2016

### Singles

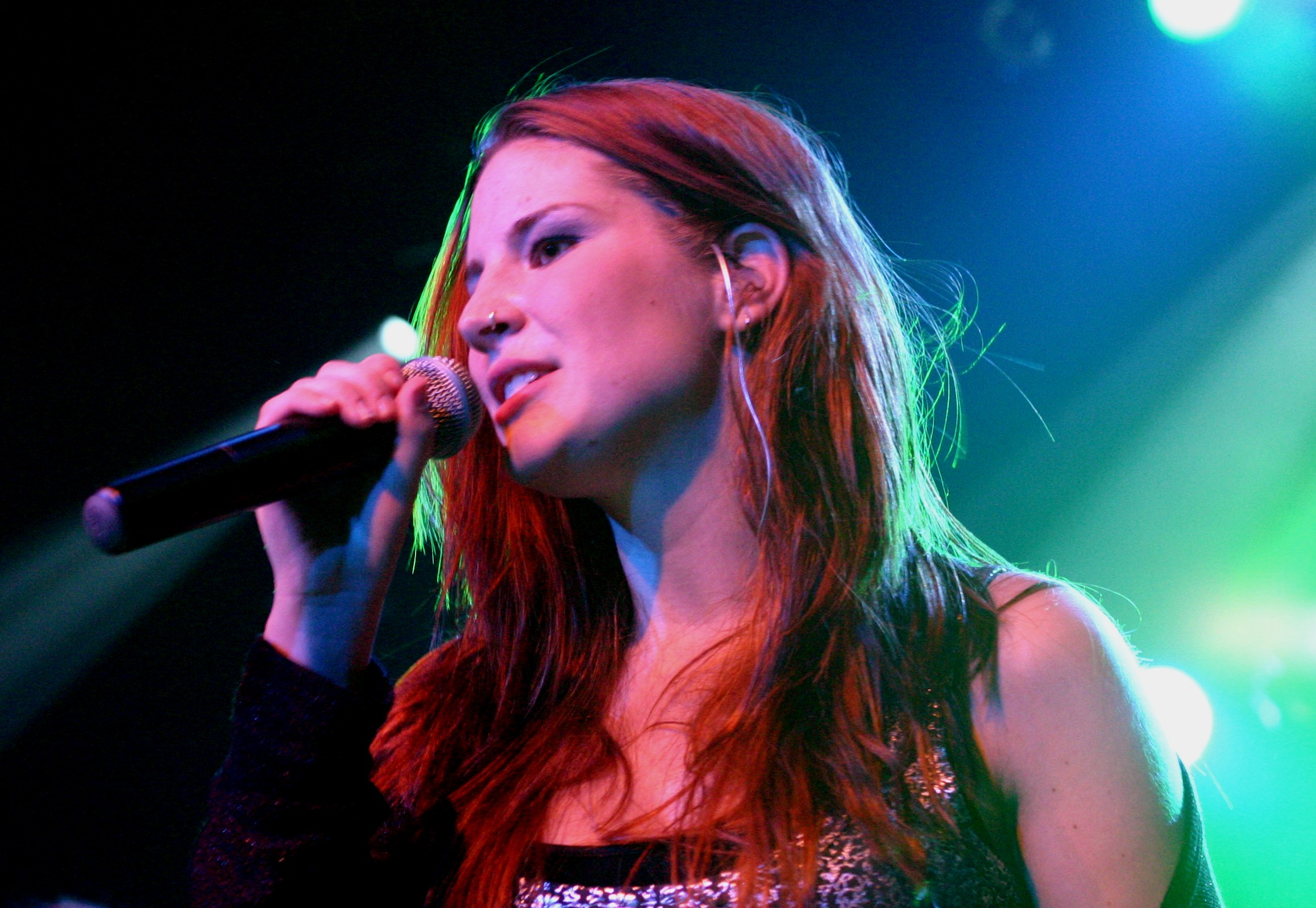
Charlotte Wessels

- Frozen - 2007
- See Me In Shadow - 2007
- The Gathering - 2007
- April Rain - 2009
- Smalltown Boy - 2010
- Get de Devil Out of Me - 2012
- We are the Others - 2012